# Hudricești, Alba
Hudricești este un sat în comuna Bistra din județul Alba, Transilvania, România.